# Guerra Zhili-Anhui
La guerra Zhili–Anhui (直皖戰爭T, 直皖战争S, Zhíwǎn ZhànzhēngP) fu un conflitto del 1920 nella Repubblica di Cina, nel periodo dei signori della guerra, tra la cricca di Zhili e quella di Anhui per il controllo del governo Beiyang.

## Preludio
Durante il movimento di protezione della costituzione, del 1917, si erano sviluppate tensioni tra le due fazioni. Duan Qirui, capo della cricca di Anhui, favorì l'azione aggressiva contro il Sud, e dopo essere diventato presidente del dipartimento di stato (Guwu Zongli,国务 总理) sostenne una soluzione militare. Il suo piano era di liberare la Cina meridionale dai signori della guerra rivali, oltre a unificare il paese. La cricca di Zhili favorì il compromesso e le negoziazioni, sperando di influenzare i signori della guerra a passare dalla sua parte con un sostegno finanziario e politico. Duan rifiutò di riconoscere gli sforzi dello Zhili e favorì i suoi ufficiali e politici rispetto agli altri. Dopo aver costruito un esercito privato "di fatto" usando prestiti del governo giapponese, lo usò per l'occupazione della Mongolia esterna. Sentendosi minacciata, la cricca del Fengtian (Manciuria) si alleò con la cricca di Zhili e iniziò a corteggiare quei signori della guerra, della Cina sud-occidentale, che erano stati precedentemente minacciati dagli eserciti di Anhui comandati da Duan. Ottenendo il sostegno britannico e americano, il presidente Xu Shichang (emanazione delle cricche Zhili e Fengtian) destituì il generale Xu Shuzheng, capo della spedizione in Mongolia. Dopo aver perso pubblicamente la faccia ed essere stati minati da una coppia meno potente ma ancora pericolosa di ex-alleati, Xu e Duan denunciarono le azioni e si prepararono alla guerra.
Nel novembre 1919, il capo della cricca Zhili, generale Wu Peifu, incontrò i rappresentanti di Tang Jiyao e Lu Rongting a Hengyang, dove venne firmato un trattato intitolato "Bozza dell'Armata alleata di salvezza nazionale" (救国同盟军草约). Questo costituì la base di una vera alleanza anti-Anhui. Nell'aprile 1920, mentre assisteva ad un servizio funebre a Baoding in memoria dei soldati che erano morti in Hunan, Cao Kun, un tempo candidato alla presidenza,  alleò altri signori della guerra all'alleanza anti-Anhui, tra cui i governanti di Hubei, Henan, Liaoning, Jilin, Heilongjiang, Jiangsu, Jiangxi e Zhili. Il conflitto divenne pubblico quando entrambe le parti iniziarono a schierarsi per l'imminente guerra.

## Telegramma di Paoting-fu
Diversi generali Zhili e Fengtian - come Cao Kun, Zhang Zuolin, Wang Zhanyuan, Li Shun, Chen Guangyuan, Zhao Ti e Ma Fuxiang - firmarono una denuncia della cricca di Anhui e del suo braccio militare, l'Anfu Club, che era guidato da Xu Shuzheng e Duan Qirui. Questa denuncia fu fatta circolare attraverso un telegramma il 12 luglio 1920.

## Strategie
Agli inizi del luglio 1920 la cricca di Anhui riunì cinque divisioni e quattro brigate combinate per formare il cosiddetto Esercito di stabilizzazione nazionale (定 国 军), con Duan Qirui come comandante in capo. L'esercito era schierato su due fronti, quello occidentale copriva le regioni di Zhuozhou, Laishui (涞 水) e Gu'an (固安), mentre l'orientale copriva le regioni di Liang (梁) e "Tempio del Polo Nord" (Beijimiao, 北极 庙), proprio a ovest di Poplar (杨).
Gli Zhili e le forze alleate raggrupparono una divisione e nove brigate combinate per formare il loro "Esercito di repressione dei traditori" (讨逆 军), con Wu Peifu come comandante in prima linea. Anche questo era dispiegato su due fronti, con una zona orientale nella regione di Poplar (杨) e un fronte occidentale nella regione di Gaobei (高 碑). Nel frattempo, Zhang Zuolin ordinò a un distaccamento delle sue truppe di entrare nel distretto di Shanhaiguan, occupando posizioni a Fattoria dei cavalli (Machang, 马 厂) e a Città militare del grano (Junliangcheng, 军粮城).

## Battaglia
Il 14 luglio 1920, l'esercito Anhui attaccò l'esercito Zhili su entrambi i fronti. Le truppe Zhili furono costrette ad abbandonare Gaobei (高 碑) e si ritirarono. Due giorni dopo, con l'aiuto delle truppe giapponesi, l'esercito di Anhui riuscì a prendere Poplar (杨), costringendo le forze Zhili a formare una seconda linea di difesa nella regione di Magazzini del nord (Beicang, 北 仓). Qui l'avanzata dell'esercito Anhui fu finalmente fermata.
Il 17 luglio Wu Peifu comandò personalmente il fronte occidentale dell'esercito Zhili, eseguendo una manovra audace, aggirando il nemico e prendendo il quartier generale dell'Anhui nella zona occidentale. Fece prigioniero il comandante in capo della prima linea Qu Tongfeng (曲 同 丰) e molti dei suoi ufficiali, incluso il comandante della I divisione. Dopo aver preso la città di Zhuozhou, Wu inseguì il nemico in ritirata verso Pechino. Con l'eccezione della XV divisione, il resto dell'esercito Anhui sul fronte occidentale fu annientato. Lo stesso giorno l'esercito Fengtian attaccò il fronte orientale degli Anhui. Dopo aver appreso del crollo della zona occidentale, il comandante orientale di Anhui, capo dello stato maggiore Xu Shuzheng, lasciò Langfang per dirigersi a Pechino, lasciando che le sue truppe si arrendessero alla forza combinata delle fazioni Fengtian e Zhili.
Il 19 luglio 1920, Duan Qirui si rese conto che la guerra era finita e si dimise dal suo incarico. Il 23 luglio le cricche combinate di Fengtian e Zhili entrarono nel Giardino meridionale (Nanyuan, 南苑) per prendere di Pechino, determinando la sconfitta e la resa della cricca di Anhui.

## Conclusione
Poco più di una settimana di combattimenti avevano portato alla sconfitta inaspettata della cricca di Anhui e alla rottura definitiva del Corpo d'armata del Pei-yang. Wu Peifu venne accreditato a livello nazionale come stratega dopo la vittoria della cricca Zhili, mentre la cricca Fengtian aveva fornito supporto simbolico e gli fu concesso di formare un governo congiunto, un accordo che sarebbe durato fino alla Prima guerra Zhili-Fengtian nel 1922.